# فن تركيبي
الفن التركيبي نوعٌ من الفُنُون المُعناة بالأعمال ثلاثية الأبعاد التي غالبًا ما تكون مُصمَّمة خصيصًا لموقعٍ مُعيَّن، وتهدف إلى تغيير إدراك الفضاء المحيط بها. وعادةً ما يُستخدم هذا المصطلح للإشارة إلى الأعمال المُقامة في مساحاتٍ داخليَّة، في حين تُطلق على المعروضات الخارجيَّة تسميات مثل «الفن العام» أو «فن الأرض» أو «التدخل الفني»؛ ومع ذلك، فإن الحدود بين هذه المفاهيم تتداخل في كثيرٍ من الأحيان.
يمكن لهذا الفن أن يكون مؤقتًا أو دائمًا. وقد أُنشئت أعمال التركيب الفني في مساحات العرض مثل المتاحف وصالات العرض، وكذلك في الأماكن العامة والخاصة. يجمع هذا النوع الفني بين استخدام مجموعة واسعة من المواد الطبيعية وتلك المُستخدمة يوميًا، وهي غالبًا تُختار لما تحمله من خصائص «إيحائية»، إلى جانب الوسائط الجديدة مثل الفيديو والتسجيلات الصوتيَّة والعروض الأدائيَّة وعروض الواقع الافتراضي الانغماسي والإنترنت. تُخصص العديد من الأعمال الفنيَّة التركيبية لتُعرض في مواقع بعينها، بمعنى أنها صُممت لتوجد حصريًا في المكان الذي أُنشئت من أجله، مستفيدةً من خصائصه ثلاثيَّ الأبعاد المميزة. وقد أنشئت بعض الجماعات الفنيَّة، مثل معمل المعارض في المتحف الأمريكي للتاريخ الطبيعي في نيويورك، بيئات عرضٍ تهدف إلى تقديم العالم الطبيعي بأكثر الوسائل واقعية ممكنة. واعتمدت شركة «والت ديزني إماجينيرينغ» (بالإنجليزية: Walt Disney Imagineering) الفلسفة ذاتها عند تصميم المساحات المتعددة في ديزني لاند سنة 1955. أُنشئت عدَّة مؤسسات متخصصة في هذا الفن مُنذ أن اعتُرف به فنًا مُستقلًا، منها: مصنع المراتب في بيتسبرغ (بالإنجليزية: Mattress Factory)، ومتحف التركيب في لندن، وأبواب الجنيات في آن آربر (بالإنجليزية: Fairy Doors of Ann Arbor) بولاية ميشيغن، وغيرها.
برز الفن التركيبي خلال سبعينيات القرن العشرين، غير أن جذوره يمكن تتبّعها في أعمال فنانين سابقين مثل مارسيل دوشامب، من خلال استخدامه للأشياء الجاهزة (بالإنجليزية: Readymade)، وكورت شفيترز من خلال أعماله الفنية ضمن حركة ميرتس، وذلك بدلًا من التركيز على النحت التقليدي القائم على الحِرَف. تُعد «نية الفنان» عنصرًا محوريًا في الفن التركيبي المعاصر، ويُعزى ذلك إلى جذوره المتأصلة في الفن التصوري الذي نشأ في ستينيات القرن سالف الذكر، وهو ما يُعد خروجًا عن التقاليد النحتية الكلاسيكية التي تركز على الشكل بالدرجة الأولى. ومن الأمثلة المبكرة على الفن التركيبي خارج السياق الغربي: الفعاليات التي نظمها مجموعة غوتاي في اليابان بدءًا من سنة 1954، والتي كان لها تأثير على رواد الفن التركيبي في الولايات المتحدة مثل ألان كبرو. كما عرض فولف فوستيل عمله التركيبي «6 TV Dé-coll/age» سنة 1963 في معرض سمولين بمدينة نيويورك.